# Simó de Trento
Simó de Trento o Sant Simonet, en italià San Simonino (Trento, ca. 1472 - 1475) va ser, segons una llegenda, un nen mort durant la Pasqua de 1475 a mans de jueus, i venerat com a beat per l'Església catòlica fins al 1965. És un cas de fals libel de sang creat per fomentar l'antisemitisme i la persecució dels jueus, habitual durant l'Edat mitjana.
El nen va existir i desaparèixer realment, però aviat es va acusar de la desaparició als líders de la comunitat jueva de Trento, dient que l'havien fet servir en un sacrifici ritual. Detinguts, van ésser torturats fins que van confessar l'acció, originant un dels libels de sang més difosos en l'Europa dels segles XV i XVI.

## Fets
Poc abans, Bernadí de Feltre, predicador franciscà, havia donat un seguit de sermons a Trento en els que atacava la comunitat jueva. Simó es va perdre el 23 de març de 1475, Dijous Sant, i va ésser trobat ofegat en una séquia. El seu pare, influït pels sermons, va pensar que havia estat segrestat i mort pels jueus, ja que la séquia era propera a una casa on vivien quinze jueus. Segons la història del pare, haurien desagnat el nen per tal de preparar amb la sang el pa ritual de la Pasqua jueva.
Van ésser detinguts divuit jueus i cinc jueves, i, després de les tortures i confessions forçades, quinze van ésser executats al juny, i un altre es va suïcidar a la presó. El judici va ésser irregular i el mateix legat papal que hi assistí va declarar obertament que l'acusació no tenia fonament.

## Veneració
Mentrestant, va començar el culte al nen entre els cristians de la ciutat. El papa Sixt IV envià un dominicà, bisbe de Ventimiglia, per investigar el cas i va prohibir el culte de Simó com a beat. El bisbe Hinderbach de Trent, però, va fer tot el possible perquè el culte es difongués i que el nen fos canonitzat, originant una gran quantitat de documentació relativa a l'esdeveniment i documentat suposats miracles atribuït a Simó. El culte es va difondre ràpidament per Itàlia, Àustria i Alemanya, i finalment fou acceptat; en 1588, Sixt V aprovà una missa especial en honor del nen a la diòcesi de Trento. Llavors va començar a ésser considerat com a màrtir i patró de les víctimes de segrest i tortura. No obstant això, mai no ha estat canonitzat.
El culte va ésser suprimit en 1965 pel papa Pau VI. Fins llavors, la data assignada en el martirologi era la del 24 de març:
Tridénti pássio sancti Simeónis púeri, a Judǽis sævíssime trucidáti, qui multis póstea miráculis coruscávit.
"A Trento, el martiri del nen Sant Simeó, assassinat bàrbarament pels jueus, però que va ésser glorificat després per mols miracles.
Des de l'edició de 2000, ja no apareix en el Martirologi romà ni en els calendaris o santorals oficials.

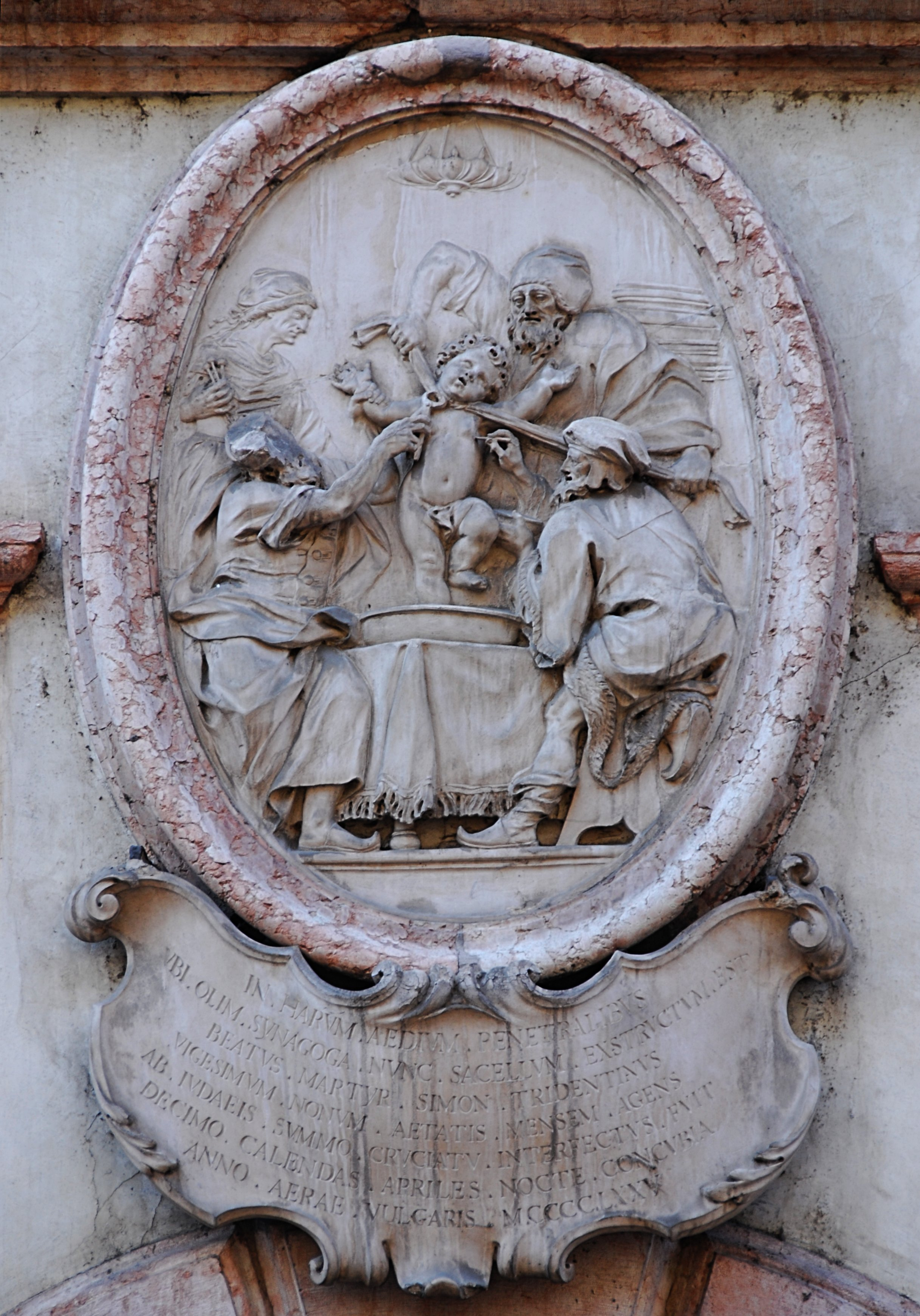
Medalló de pedra amb el martiri del sant nen (Trento, Palazzo Salvadori)
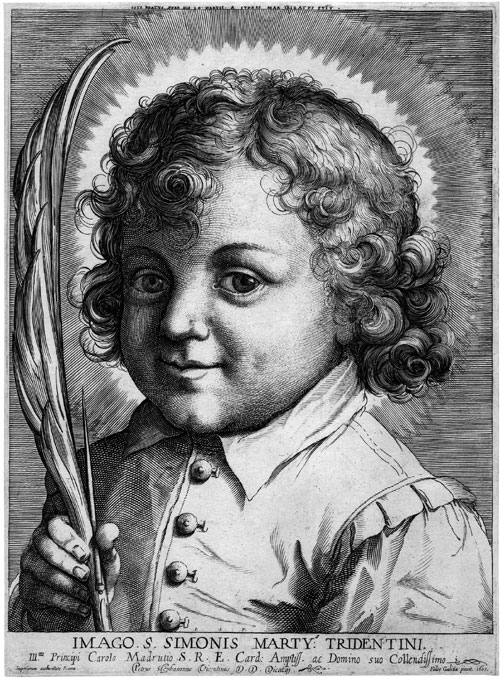
Gravat de Pietro Stefanoni, 1607
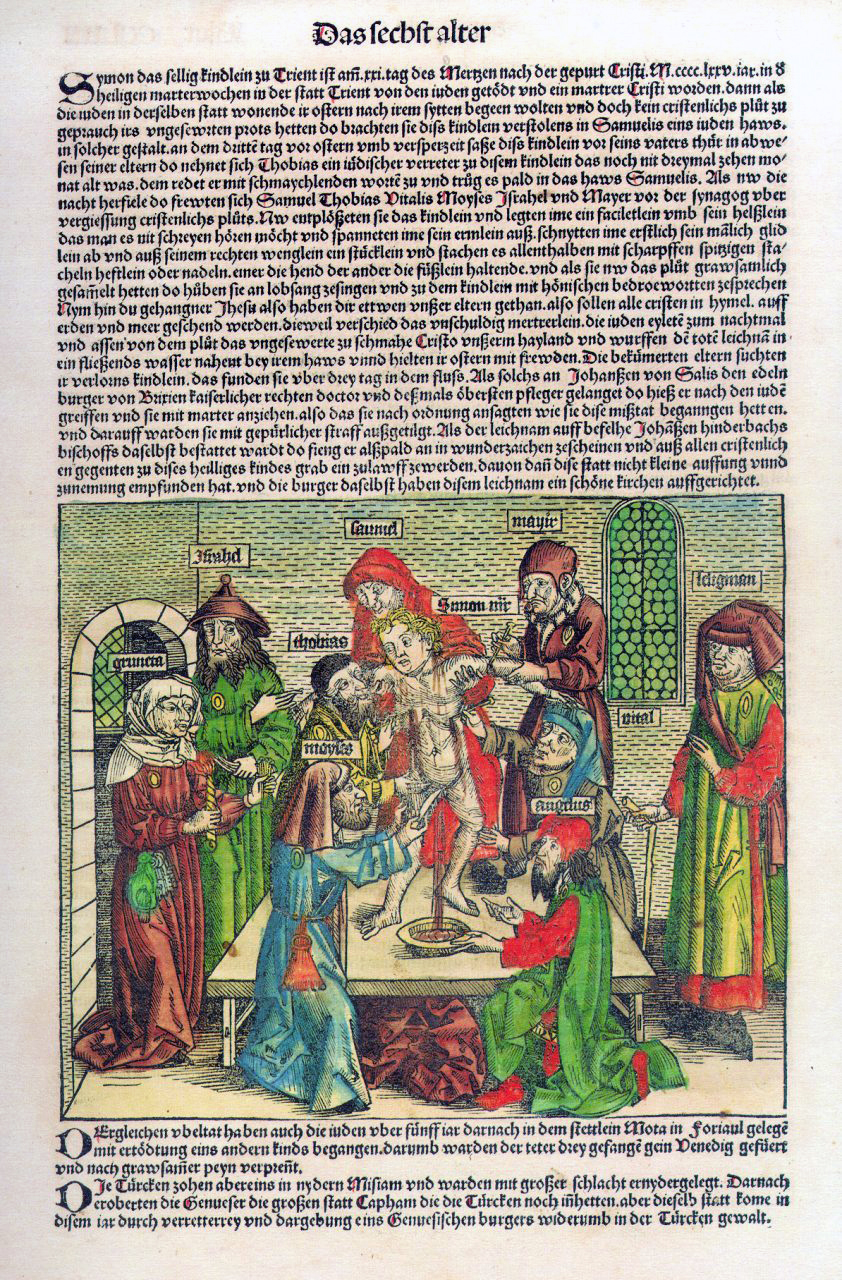
Gravat a la Chronica de Hartmann Schedelm, 1493
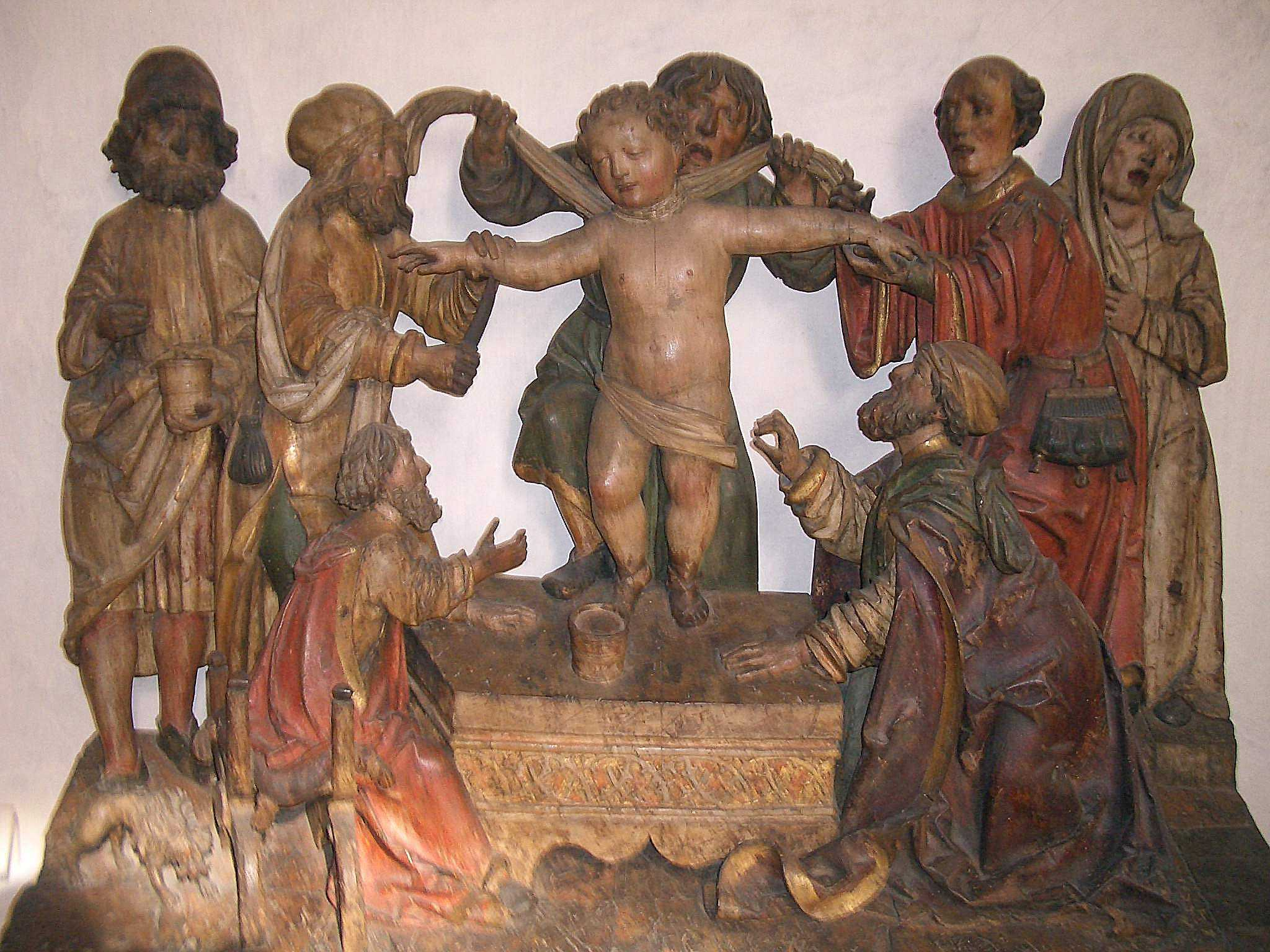
Talla del taller de Niklaus Weckmann, 1505-15 (Trento, Museo Diocesano)
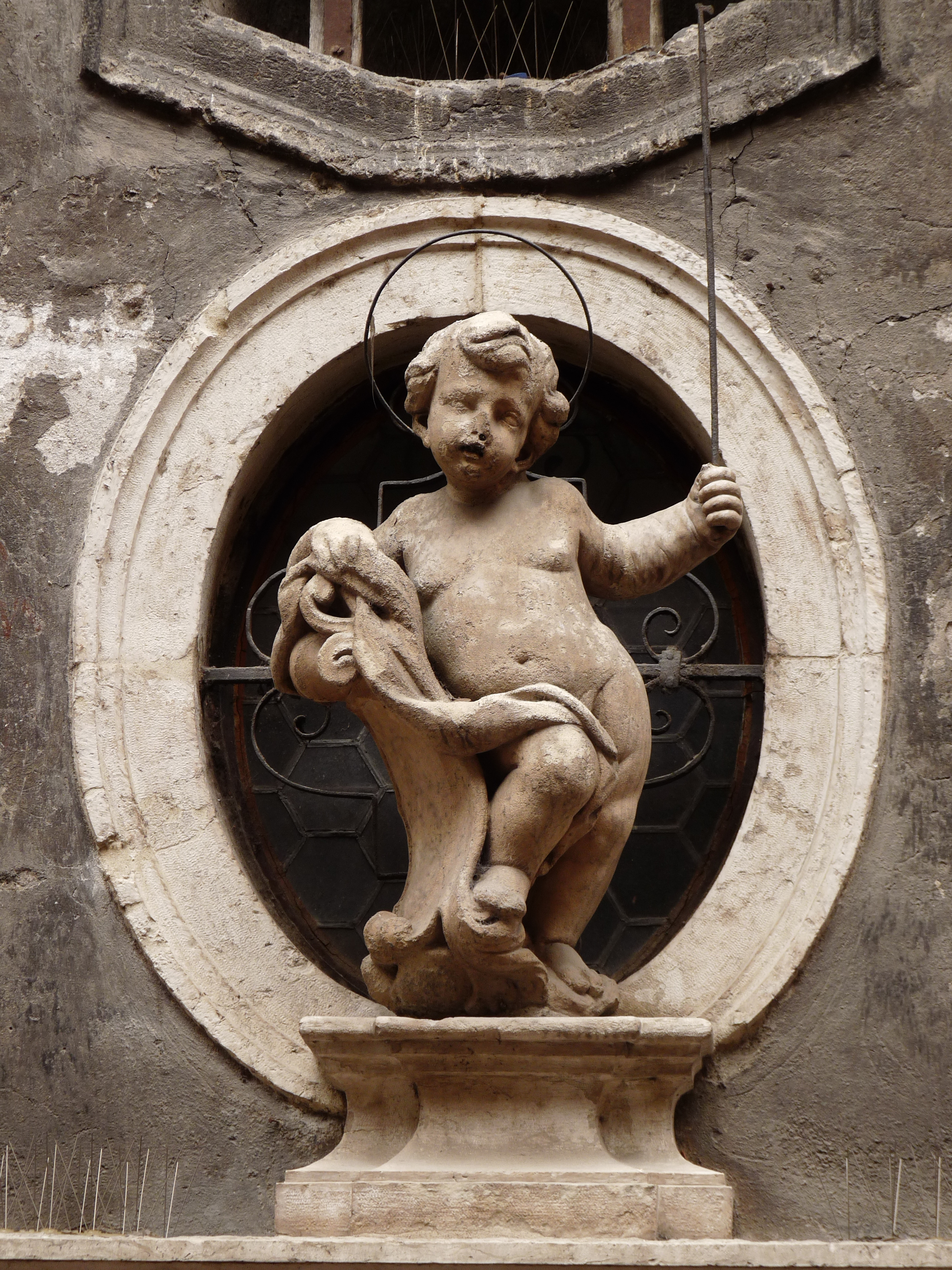
Escultura a la façana d'un palau de Trento